# 補完性原理
補完性原理（ほかんせいげんり、英語: principle of subsidiarity）とは、決定や自治などをできるかぎり小さい単位でおこない、できないことのみをより大きな単位の団体で補完していくという概念。補完性原則、あるいは英語から、サブシディアリティ（Subsidiarity）ともいう。

## 概要
補完性の原則は、ヨーロッパ共同体（EC）と加盟各国との関係の原理として採用されたことで注目を集めている。これは、政治や文化における民主主義には近代国家は大きすぎ、グローバル経済においては近代国家は小さすぎるために起こった。しかし、欧州連合（EU）が補完性原理を採用したことにより直接的な契機は、デンマークが国民投票でマーストリヒト条約批准を否決したことであると言われている。ECが小国の権利を奪い取ろうと考えていないことをデンマーク国民に納得してもらうために行ったキャンペーンが補完性原理だったのである。
日本では戦後、地方分権はシャウプ勧告によって始まったが、現在では補完性原理が住民主体のまちづくりや道州制導入の根拠となっている。当初は経済的な理由であり、1994年（平成6年）の経済同友会による『新しい平和国家をめざして』のなかでサブシディアリティについて述べているが、これは日本の政策への提言としては比較的古い記述である。中央集権に長く依存した結果、かつての地域社会を成り立たせていた「自立・自助・互助」の価値を認め、ボランティアを市場や公共サービスと等価と位置づけている。しかし、その内容から、現在は経済だけでなく社会保障などにも通用する概念であることが知られている。

## 補完性原理の起源
補完性原理というのは、基本的には個人や小規模グループのできないことだけを政府がカバーするという考え方である。この考えの基本には「個人の尊厳」があり、国家や政府が個人に奉仕するという考え方がある。補完性原理は個人および個人からなる小グループ（家族、教会、ボランティアグループ）のイニシアティブを重視する。
補完性原理の起源をたどるとカトリック教会の社会教説、具体的には1891年の教皇レオ13世の回勅『レールム・ノヴァールム』（『新しきことども』）にたどりつく。この回勅はカトリック教会が社会問題・労働問題に正式に言及した最初のものである。『レールム・ノヴァールム』は政府がすべてをコントロールするのではなく、かといって個人にすべてが任されるのではない、その中道の政府を理想とした。以降、この教説がカトリック教会の国家観の基本姿勢となり、ピウス11世の『クアドラジェジモ・アンノ』（『四十周年に』、1931年）でさらに発展させられ、アメリカ合衆国司教団による声明『万人のための経済的正義』（1985年）で具体化されることになる。

## 世界地方自治憲章
ヨーロッパ地方自治憲章に続き、全世界的に広めようと、国連人間居住センター（UNCHS）と都市・自治体世界調整協会（WACLAC）が共同で作成し、1998年5月に第1次草案が公表された。ここで、人民の意思は、市民にもっとも身近なレベルの公共団体である地方公共団体において最も効果的に実現されるとあり、事務配分においては補完性の原理が不可欠の原則とされた。
2001年の国際連合総会の特別セッションでは第2次草案が作成されたが米国と中国が反対したため、採択されていない。米国の主張は、憲章自体が上からの押しつけであり、それ自身が補完性の原理となじまないというものであった。中国は国内事項への干渉や経済発展への阻害を理由としている。

## 補完性と持続可能性
日本においては、補完性原理はただの民営化と、捉えられがちである。しかし、本来は公共哲学であり、冗長性の確保の手段でもあることから、サイモン・レヴィンによる生態学的な持続可能性原則とも結びつくという議論がされている。この議論はもっともなことであり、補完性原則が採用された1992年代以降のEUでは持続可能な発展が大きな割合を占めている。